# Afrostelis ogilviei
Afrostelis ogilviei är en biart som beskrevs av Cockerell 1936. Afrostelis ogilviei ingår i släktet Afrostelis och familjen buksamlarbin. Inga underarter finns listade i Catalogue of Life.